# 欧邦库尔-沃泽勒
欧邦库尔-沃泽勒（法語：Auboncourt-Vauzelles，法語發音：[obɔ̃kuʁ vozɛl]）是法国大東部大區阿登省的一个市镇，属于勒泰勒区。该市镇于1828年由原市镇欧邦库尔（Auboncourt）和沃泽勒（Vauzelles）合并而成。

## 地理
欧邦库尔-沃泽勒（49°33'9"N, 4°29'29"E）面积5.4 平方千米，位于法国大東部大區阿登省，该省份为法国北部内陆省份，西接埃纳省，南至马恩省，东临默兹省，北与比利时接壤。
与欧邦库尔-沃泽勒接壤的市镇（或旧市镇、城区）包括：科尔尼-马谢罗梅尼勒、福村、吕基、诺维-舍夫里耶尔、索尔斯-蒙克兰。
欧邦库尔-沃泽勒的时区为UTC+01:00、UTC+02:00（夏令时）。

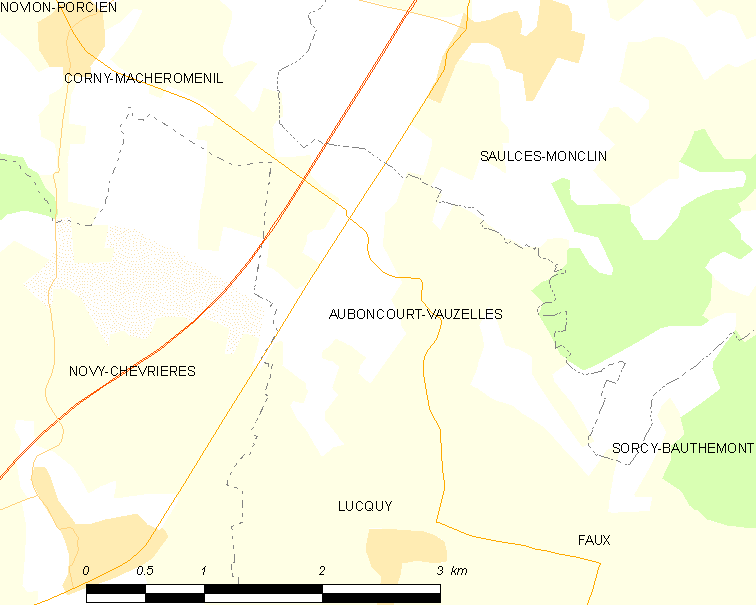
欧邦库尔-沃泽勒的OSM定位图

## 行政
欧邦库尔-沃泽勒的邮政编码为08270，INSEE市镇编码为08027。

## 政治
欧邦库尔-沃泽勒所属的省级选区为锡尼拉拜县。

## 人口

1962-2008年间欧邦库尔-沃泽勒人口变化图示

欧邦库尔-沃泽勒于2022年1月1日时的人口数量为96人。